# William Keay
William Keay (Duntocher, 17 febbraio 1832 – 23 ottobre 1931) è stato un calciatore, dirigente sportivo e arbitro di calcio scozzese.

## Biografia
Fu giocatore e tesoriere del sodalizio calcistico scozzese del Queen's Park Football Club. Il 30 novembre 1872 fu scelto per arbitrare quello che viene considerato il primo incontro calcistico internazionale, partita che vide affrontarsi le rappresentative di Scozia e Inghilterra (0-0). Keay era inoltre stato selezionato per quell'incontro come riserva per la stessa Nazionale scozzese.